# From First to Last
From First To Last (FFTL) är en amerikansk musikgrupp (post-hardcore).
Gruppen startades i Florida 1999 av Matt Good och Travis Richter.
I februari 2007 meddelade frontmannen Sonny Moore att han skulle lämna bandet för att starta en solokarriär. Nu är det Matt Good som både sjunger och spelar gitarr i bandet. 

## Medlemmar
- Matt Good - sång, gitarr
- Sonny Moore - sång
- Travis Richter - gitarr, skrik
- Derek Bloom - trummor, growl

### Tidigare medlemmar
- Matt Manning - bas, sång
- Chris Lent - synt
- Phillip Reardon - sång
- Joey Antillon - bas
- Jon Weisberg - bas
- Wes Borland - bas (studio & live)
- Alicia Simmons - bas (live)

## Diskografi

### Album
- Aesthetic (2003)
- Dear Diary, My Teen Angst Has A Bodycount (2004)
- Heroine (2006)
- From First To Last (2008)
- Throne to the Wolves (2010)
- Dead Trees (2015)

### Singlar
- Such a Tragedy (2003)
- My Heart, Your Hands (2003)
- Ride the Wings of Pestilence (2004)
- Note To Self (2005)
- The Latest Plague (2006)
- Shame Shame (2006)
- Worlds Away (2008)